# The Heart of Everything
The Heart of Everything — четвёртый студийный альбом нидерландской симфоник-метал-группы Within Temptation. Выпущен 9 марта 2007 года в Нидерландах, 12 марта в Европе и 24 июля — в Соединённых Штатах. Первым синглом с альбома стала песня «What Have You Done», исполненная в дуэте с Кейт Капуто — вокалистом американской группы Life of Agony. The Heart of Everything достиг первого места в голландском хит-параде и достиг десятки лучших в Швейцарии, Бельгии, Финляндии, Германии и Швеции. По всему миру было продано более 450 000 копий The Heart of Everything. Помимо стандартной версии альбома, существует специальное издание, содержащее концертные записи и музыкальный клип.

## Список композиций

### Стандартный релиз
|    | Название                                  | Авторы                                       | Длительность |
| -- | ----------------------------------------- | -------------------------------------------- | ------------ |
| 1  | «The Howling»                             | Ден Адель, Роберт Вестерхолт, Даниэль Гибсон | 5:36         |
| 2  | «What Have You Done» вместе с Кейт Капуто | Ден Адель, Вестерхолт, Гибсон                | 5:13         |
| 3  | «Frozen»                                  | Ден Адель, Вестерхолт, Гибсон                | 4:28         |
| 4  | «Our Solemn Hour»                         | Ден Адель, Вестерхолт, Спиренбюрг            | 4:17         |
| 5  | «The Heart of Everything»                 | Ден Адель, Вестерхольт, Гибсон, Коренеф      | 5:35         |
| 6  | «Hand of Sorrow»                          | Ден Адель, Вестерхолт, Коренеф               | 5:36         |
| 7  | «The Cross»                               | Ден Адель, Вестерхолт, Коренеф               | 4:52         |
| 8  | «Final Destination»                       | Ден Адель, Вестерхолт, Гибсон                | 4:45         |
| 9  | «All I Need»                              | Ден Адель, Вестерхолт                        | 4:52         |
| 10 | «The Truth Beneath the Rose»              | Ден Адель, Вестерхолт, Коренеф               | 7:05         |
| 11 | «Forgiven»                                | Ден Адель, Вестерхолт, Спиренбюрг            | 4:54         |

### Дополнительные треки
| Название                                  | Авторы                            | Длительность | Вышли                                              |
| ----------------------------------------- | --------------------------------- | ------------ | -------------------------------------------------- |
| «What Have You Done» вместе с Кейт Капуто | Ден Адель, Вестерхолт, Гибсон     | 3:24         | Трек № 2 на релизе альбома в США                   |
| «Stand My Ground»                         | Ден Адель, Вестерхолт, Коренеф    | 4:28         | Трек № 10 на релизе альбома в США                  |
| «What Have You Done» (ремикс)             | Ден Адель, Вестерхолт, Гибсон     | 3:53         | Трек № 12 на жёлтом и розовом специальных выпусках |
| «What Have You Done» (акустика)           | Ден Адель, Вестерхолт, Гибсон     | 4:12         | Трек № 13 на жёлтом и розовом специальных выпусках |
| «Ice Queen» (акустика)                    | Ден Адель, Вестерхолт             | 4:31         | Трек № 14 на жёлтом и розовом специальных выпусках |
| «Stand My Ground» (акустика)              | Ден Адель, Вестерхолт, Коренеф    | 3:43         | Трек № 15 на жёлтом и розовом специальных выпусках |
| «What Have You Done» (ремикс)             | Ден Адель, Вестерхолт, Гибсон     | 4:01         | Трек № 16 на розовом специальном выпуске           |
| «Memories» (живое выступление)            | Ден Адель, Вестерхолт, Коренеф    | 3:54         | Трек № 12 европейского релиза                      |
| «Angels» (живое выступление)              | Ден Адель, Вестерхолт, Спиренбюрг | 4:04         | Трек № 13 европейского релиза                      |
| «Stand My Ground» (живое выступление)     | Ден Адель, Вестерхолт, Коренеф    | 4:29         | Трек № 14 европейского релиза                      |

### Жёлтый специальный выпускDVD
На DVD диске жёлтого спецвыпуска изданы следующие видеоклипы:
1. «Our Solemn Hour» (живое выступление в Токио)
2. «The Howling» (живое выступление в Токио)
3. «Frozen» (живое выступление в Токио)
4. «Stand My Ground» (живое выступление в Токио)
5. «The Cross» (живое выступление в Токио)
6. «The Heart of Everything» (живое выступление в Токио)
7. «Mother Earth» (живое выступление в Токио)
8. «Deceiver of Fools» (живое выступление в Токио)
9. «Ice Queen» (живое выступление в Токио)
10. «The Howling» (игровой трейлер к The Chronicles of Spellborn)
11. «What Have You Done» вместе с Кейт Капуто (видео)
12. «Frozen» (видео)
13. «The Howling» (видео)
14. «What Have You Done» вместе с Кейт Капуто (видео версия для США)

## Статус альбома и места в чартах
| Чарт                            | Фирма                              | Позиция | Статус   | Продано копий |
| ------------------------------- | ---------------------------------- | ------- | -------- | ------------- |
| Австрия                         | Media Control                      | 12      |          |               |
| Австралия                       | ARIA                               | 88      |          |               |
| Бельгия                         | Ultratop/IFPI                      | 2       |          |               |
| Billboard 200 (США)             | Billboard                          | 106     |          | + 16 000      |
| Billboard Top Heatseekers (США) | Billboard                          | 1       |          | + 16 000      |
| Чехия                           | IFPI                               | 12      |          |               |
| Дания                           | IFPI                               | 32      |          |               |
| Европа                          | IFPI                               | 5       |          |               |
| Финляндия                       | GLF                                | 2       |          |               |
| Франция                         | SNEP/IFOP                          | 26      |          |               |
| Германия                        | Media Control                      | 5       |          |               |
| Греция                          | IFPI                               | 18      |          |               |
| Италия                          | FIMI                               | 48      |          |               |
| Япония                          | Oricon                             | 20      |          | +7 500        |
| Нидерланды                      | NPVI/GFK Megacharts BV             | 1       | Platinum | 70 000        |
| Норвегия                        | GLF                                | 24      |          |               |
| Испания                         | Promusicae                         | 23      |          |               |
| Швеция                          | GLF                                | 4       |          |               |
| Швейцария                       | Media Control                      | 8       |          |               |
| Польша                          | IFPI                               | 22      |          |               |
| Португалия                      | AFP                                | 5       |          |               |
| Англия                          | BPI/The Official UK Charts Company | 38      |          |               |
| Общий мировой чарт              | Media Traffic                      | 38      |          | +450 000      |